# (2653) Принципия
(2653) Принципия (лат. Principia) — астероид из группы главного пояса, который был открыт 4 ноября 1964 года в рамках проекта IAP в обсерватории им. Гёте Линка и назван в честь фундаментального труда Ньютона — «Математические начала натуральной философии».

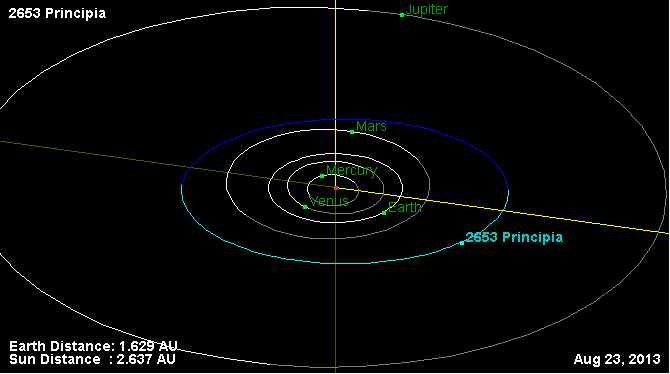
Орбита астероида Принципия и его положение в Солнечной системе